# WALL-E (jeu vidéo)
WALL-E est un jeu vidéo d'action-aventure édité par THQ et développé par Asobo Studio, Heavy Iron Studios ou Helixe selon les plates-formes, adapté du film du même nom réalisé par le studio d'animation Pixar sorti en 2008.

## Système de jeu
Le joueur dirige les personnages principaux du film à travers divers niveaux inspirés par le film (7, 8 ou 9 selon les versions) constituant des épreuves d'adresse.

## Voix originales
- Ben Burtt : Wall E
- Elissa Knight : Eve
- Jeff Garlin : Capitaine B. McCrea
- Jennifer Hale : Axiom
- Lori Richardson : PR-T
- Teddy Newton : SECUR-T
- Courtenay Taylor : Axiom
- Josh Robert Thompson : Axiom
- Mike Vaughn : Axiom
- Russi Taylor : Axiom
- Jim Thorton : Annonceur
- Tessa Swigart : Ordinateur de Bord

## Réception critique
Les critiques varient d'une version à l'autre, la plus plébiscitée étant la version PS2 réalisée par le studio français Asobo Studio, totalisant un score moyen de 69 % sur le site GameRankings

## Ventes
Le jeu s'est vendu au total à plus de 3 millions d'exemplaires à travers le monde.